# Actitis hypoleucos

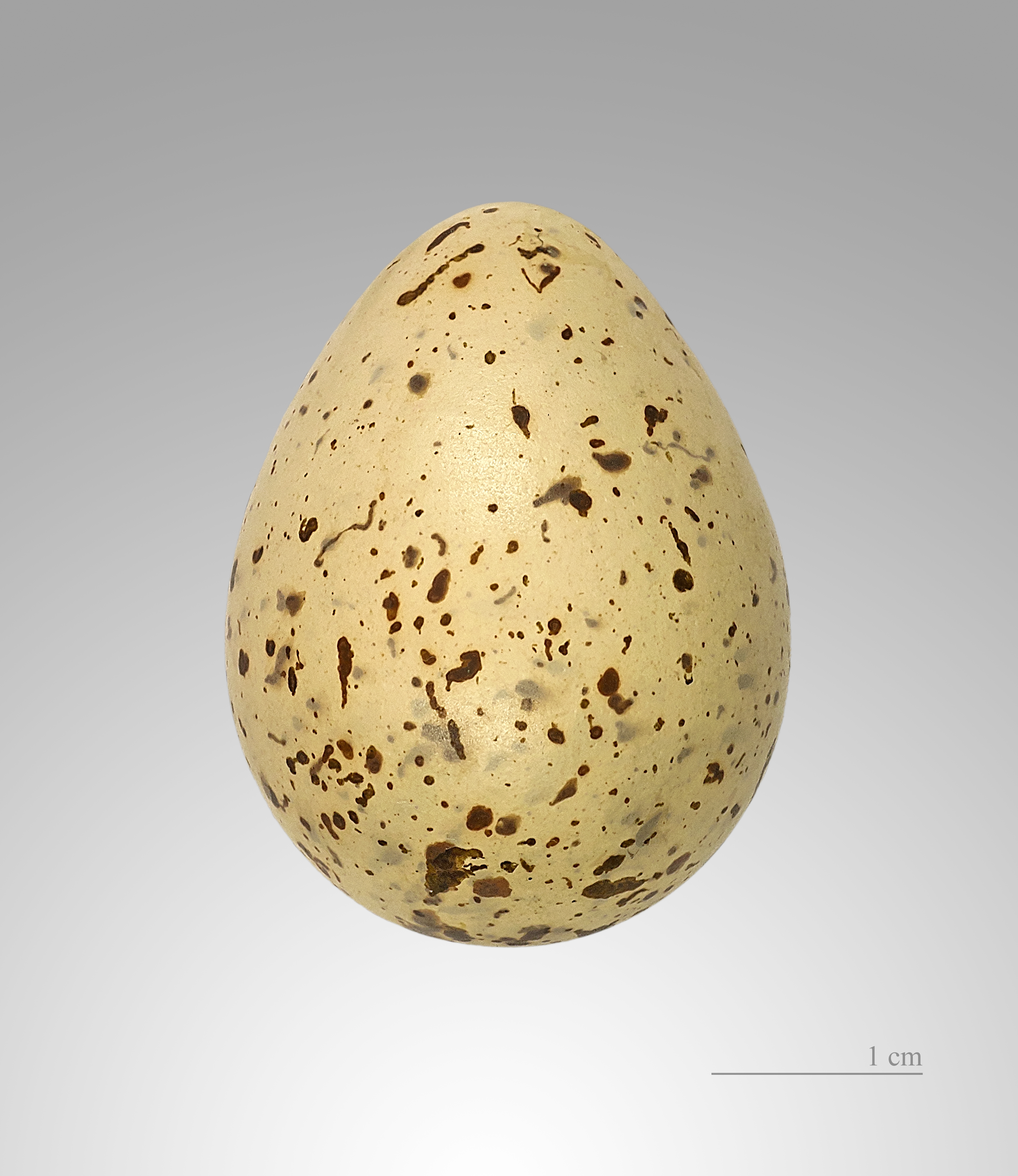
Huevo de Actitis hypoleucos

El andarríos chico (Actitis hypoleucos) es una especie de ave caradriforme de la familia Scolopacidae común en Eurasia y África.
Se alimenta de peces pequeños e invertebrados que captura con el pico en las riberas cenagosas o arenosas.
Es nativo de las regiones templadas más frías de Europa, y vive en los márgenes cenagosos de estanques y lagos.

## Descripción
Los adultos miden de 18 a 20 cm de largo con una envergadura de 32-35 cm. Tienen el dorso grisáceo marrón, las partes inferiores blancas, piernas cortas y pies amarillentos oscuros, y unas garras con una base pálida y la punta oscura. El plumaje de invierno es más apagado y tiene restricción en las alas, aunque este detalle solo es accesible a corta distancia.
Esta especie es muy similar al andarríos maculado (Actitis macularius), que es más grande. No obstante, sus patas son más oscuras, y las garras y el patrón de las alas son más nítidos (visibles en vuelo). Las dos especies tienden a buscar en la basura, y rara vez se encuentran ambas especies en un mismo lugar.